# 撚糸工連事件
撚糸工連事件（ねんしこうれんじけん）とは、日本撚糸工業組合連合会が元経理課長による横領を告訴したのをきっかけに明るみに出て、東京地方検察庁特別捜査部が1985年9月から翌年5月にかけて摘発した戦後日本の汚職事件。通商産業省幹部2名の収賄容疑を経て11人が逮捕、うち7人と任意で事情聴取をされていた現職の国会議員2名を含む9名が起訴された。

## 事件の概要
撚糸工連職員の横領事件捜査に端を発し、使途不明金の解明を進めるうちに同工連のトップの横領、国家公務員や現職国会議員への贈収賄事件が芋づる式に発覚。現職国会議員である民社党の横手文雄衆議院議員と自民党の稲村佐近四郎衆議院議員の在宅起訴へと発展した。
政界官界事件についての概要は、「設備共同廃棄事業」の廃止が既定路線となる中、不況にあえぐ繊維業界が同制度の維持を目論み、所管官庁である通産省の職員や政治家に献金・接待攻勢をかけていたことが発覚。設備共同廃棄事業をめぐっては過剰設備を廃棄するために国がその設備を買い上げ続けていては設備を持っていることが利権となり、設備の自然淘汰が進まないとの批判の声があがっていた。撚糸工連関係者はそのような動きを封じ込めるため国会議員を利用し国会審議の場で通産省の担当者を問い糺したり、通産省へ直接的に圧力をかけることを期待して働きかけを行った。その結果、現職国家公務員2名と繊維族議員2名が有罪判決を受けるに至った。

## 事件の経過
- 1985年
  - 9月11日 - 撚糸工連が元経理課長兼業務課長を詐欺罪等で東京地検特捜部に告訴。
  - 10月下旬 - 撚糸工連理事長らが工連の資金を私的口座に移し株取引をしている事実が発覚。
  - 12月3日 - 東京地検特捜部、元課長を2億7000万円分の業務上横領容疑で逮捕。
  - 12月25日 - 元課長を2億7000万円分の業務上横領で起訴。
- 1986年
  - 2月13日 - 撚糸工連理事長、前専務理事、石川県撚糸工業組合事務局長、仮より糸の賃加工あっせん業者の4人を4億2000万円分の融資に絡む詐欺容疑で逮捕。元課長も再逮捕。
  - 3月6日 - 約7億6000万円の資金を撚糸工連の口座から私的に引き落とし、利付商工債を購入し、転売益をあげた業務上横領容疑で撚糸工連理事長を再逮捕。理事長が実質的に経営する「小田興産」（石川県小松市）役員を共犯で逮捕。
  - 3月26日 - 通商産業省工業再配置課長、中小企業庁組合兼調整係長を収賄容疑で逮捕。加えて、撚糸工連常務理事を贈賄と証拠隠滅容疑で逮捕。撚糸工連理事長、前専務理事を贈賄容疑で再々逮捕。
    - 通産省課長は東京六本木での飲食代を撚糸工連に支払わせていたこと、中小企業庁係長は新宿区内の料亭で接待を受けていたことで逮捕となった。

  - 4月16日 - 民社党の横手文雄衆議院議員を受託収賄容疑で任意で事情聴取開始。
  - 4月24日 - 民社党、横手の離党届を正式に受理し、横手は離党。
  - 4月25日 - 自民党中曽根派の稲村佐近四郎衆議院議員を収賄容疑で任意で事情聴取開始。
  - 4月26日 - 稲村の私設秘書を証拠隠滅容疑で逮捕。
  - 4月28日 - 稲村の別の私設秘書を証拠隠滅容疑で逮捕。
  - 5月1日 - 東京地検特捜部、横手を受託収賄罪で、稲村を収賄罪でそれぞれ在宅起訴。稲村、自民党を離党。
  - 5月23日 - 撚糸工連元課長を2億円分の撚糸工連利付商工債権横領容疑で追起訴（2億7000万円分については起訴済。合計4億7000万円の業務上横領にて起訴）し捜査終結。稲村の秘書2名を含む4人を処分保留のまま起訴猶予処分。
  - 6月1日 - 稲村、次回の衆院選に立候補しない意向を表明（横手は潔白を主張し立候補）。
  - 7月6日 - 横手、第38回衆議院議員総選挙に福井県全県区から無所属で立候補するも、落選。
  - 7月16日 - 東京地裁、通産省元課長を保釈金500万円で保釈を認める決定。
  - 7月11日 - 東京地裁、小田興産元役員の公判開始。その後他の被告の公判も始まる。
  - 7月30日 - 東京地裁、撚糸工連前専務理事を保釈金2500万円で保釈を認める決定。
  - 8月15日 - 通産省、中小企業庁元係長を懲戒免職。元課長については起訴事実を否認していることを理由に処分見送り。
  - 9月29日 - 東京地裁、収賄で中小企業庁元係長に懲役10月執行猶予2年、追徴金104万円余の有罪判決。
  - 12月25日 - 東京地裁、通産省課長らへの贈賄、詐欺で撚糸工連理事長に懲役4年の実刑判決。その後同理事長は控訴。
  - 12月25日 - 東京地裁、詐欺、業務上横領で撚糸工連元課長に懲役4年の実刑判決。
  - 12月25日 - 東京地裁、贈賄、詐欺で撚糸工連前専務理事に懲役3年執行猶予5年の有罪判決。
  - 12月25日 - 東京地裁、詐欺で仮より糸の賃加工あっせん業者に懲役2年執行猶予3年の有罪判決。
  - 12月25日 - 東京地裁、業務上横領で小田興産役員に懲役1年6月執行猶予2年の有罪判決。
- 1988年
  - 3月15日 - 東京地裁、通産省元課長に懲役1年6月、執行猶予3年、追徴金246万余の有罪判決。同課長、その後控訴。
    - 飲食代金計58回、256万円余を業者側に支払わせていたと認定。

- 1989年
  - 9月7日 - 東京高裁、通産省課長に懲役1年6月、執行猶予3年、追徴金244万円余の有罪判決。同課長、その後上告。
    - 高裁は事実認定に誤りがあるとし1審判決を破棄。追徴金の金額が変更された。

  - 11月6日 - 東京地裁、稲村に懲役2年6月、執行猶予3年の有罪判決。稲村は控訴したが後に取下げ1審判決確定。
  - 11月27日 - 稲村、地元石川県羽咋市で開かれた後援会の席上政界引退を正式に表明。
- 1990年
  - 7月29日 - 執行猶予中の稲村佐近四郎元衆議院議員が脳梗塞で死去。
- 1992年
  - 10月27日 - 最高裁、通産省元課長の上告を棄却する決定。収賄罪にて懲役1年6月、執行猶予3年、追徴金244万円余が確定。
  - 10月28日 - 最高裁、撚糸工連理事長の上告を棄却する決定。3年6か月の実刑が確定、収監。
    - 詐欺、業務上横領、通産官僚への贈賄容疑。衆議院議員2人への贈賄については公訴時効が成立していた。
- 2021年
  - 4月28日、横手文雄元衆議院議員が死去。

## 事件の詳細

### 設備共同廃棄事業
構造的な不況に苦しむ撚糸業者を救済する目的で、仮より機等の設備を国の補助で買い上げ過剰設備を破棄する事業が行なわれていた。共同廃棄事業の機械買い上げの条件は「対象者が産地組合の組合員である中小企業者」、「対象機械が通産相の登録済み」、「事業に使用されている」の3点であるところ、首謀者の撚糸工連理事長らは撚糸工連が登録番号を管理していることを悪用し、他の企業が廃棄あるいは倉庫に保管していた中古の機械に工連の管理していた空番号を付与し、あたかも共同廃棄事業の対象機械であるかのように偽装工作を行い融資金を詐取した。このようなケース以外にも廃棄に際して外形など機械の用途にほとんど影響の無い一部を破砕することで立会い検査をすり抜け、その後組み立てなおしたりするなどして再生し、中古機械として販売したり東南アジアや中国に不正に輸出するなどの違法行為が業界内で公然と行なわれていたことが明らかとなっている。

### 撚糸工連元課長の使い込み発覚
1985年、日本撚糸工業組合連合会で17億円（20億円とも）にものぼる使途不明金が発覚した。これが一連の撚糸工連事件の発端である。同組合は、同年8月5日付で懲戒免職処分となっていた同組合経理・業務課長を9月11日東京地検特捜部に有印私文書偽造などで告訴し、12月3日、元課長は業務上横領などの疑いで東京地検特捜部に逮捕された。逮捕の原因となったのは、株の信用取引に必要な委託保証金や、自身が在職中に設立し経営していたプロダクション「トム・トム・エンタープライズ」の経営資金とするために、1984年1月から4月の間に、6回にわたり利付商工債券1000万円券27枚、計2億7000万円を横領し、組合に無断で証券会社に預けた疑い。その他、同工連の告訴によれば10数億円の被害があったとされる。
撚糸工連が元課長を特捜部に告発した後、同課長は友人ら2名に「真相を聞いてほしい」と連絡をし東京都港区の事務所で2日間にわたり自分の犯行の一部始終を語った約4時間のテープを残している。テープは9月中旬に録音したとされ、逮捕翌日の12月4日にその存在が明らかとなった。
同テープによると、
- 元課長が不正な使い込みを始めたのは1978年頃。同工連預託の証券を売却したり、同組合預金を払い戻す際、白紙の預金払戻書に理事長印をもらい、必要額より多い額を記載しその差額を横領した。
- 横領は中断していたものの、1982年から1983年にかけ同工連の資金に余裕が出てくると再び横領を開始。トム・トム・エンタープライズの資金繰りに行き詰ったことなどを受け、理事長に無断で手形に理事長印を押すなどして同組合の預金を不正に引き出すようになった。この横領は多数回にものぼり、12億円も不正に引き出していた。損失を穴埋めするため他人名義で株取引をしようと目論んだが、とうとう損失の穴埋めもままならなくなり1985年7月に横領が明るみに出た。不正に引き出していた金は、株式投資、競馬、上記プロダクションの経営資金、映画の制作資金に充てていた。

その後、横領した資金で、競馬で金に困っていた神奈川県内の食品会社社長である知人に数回にわたり4500万円余の貸付をしたり、都内の不動産会社社長に名刺の裏書程度の借用書で4回にわたり計1億8500万円の貸付を行っていたことも明らかになった。しかし、同テープによる証言と実際の使途不明金との間には乖離が大きく、元課長が他に横領した事実の有無、他にも横領に加担していた、あるいは独立して横領をしていた者の存在が捜査の焦点となった。撚糸工連元課長は逮捕の直前、上記友人に対し「（上層部から）多額の口封じ金をもらった」との証言もしている。

### 撚糸工連理事長らによる融資詐欺・横領事件発覚
撚糸工連元課長が告訴されたことにより、撚糸工連理事長にも工連の資金管理方法などについて事情聴取が行われるようになった。同理事長は1974年同工連の理事長に就任。元々この工連は中小撚糸業者が集まっただけの業界団体に過ぎなかったが、彼が理事長に就任した頃から始まった「設備共同廃棄事業」が国策となり、工連は多額の資金を獲得できるようになった。こうして彼は撚糸業界のドンと言われるまでに影響力を強め、繊維族議員と親密な関係を築くようになっていった。この頃から既に与野党問わず多数の政治家に対し多額の政治献金をし、通産省の官僚たちに接待攻勢をかけていたとみられる。
1985年10月に入り、撚糸工連元課長の横領とは別に、撚糸工連理事長ら工連幹部が工連の資金を使って個人名義で株取引を行っていたことが発覚した。1978年から1979年頃にかけて工連の資金で株取引が行われるようになり、理事長ら4人の幹部とその幹部のうちの一人の妻1人、そして元課長の口座に工連の資金を移し頻繁に売買を繰り返していた。加えて、工連の交際費から政治献金をしているとの疑惑も持ち上がった。政治献金疑惑は1985年10月23日の参議院決算委員会で取り上げられ、当時の嶋崎均法相が献金を受けていた事実を認め（賄賂性については否定）、また、工連を監督する通商産業省の生活産業局長が一連の株取引の事実を認めるに至った。なお、撚糸工連理事長らはこの株取引に関して「個人名義で運用を行った方が便利」「利益は工連に戻し、損失が出た場合は個人で穴埋めをしていた」と釈明した。
事件発覚当初は一職員の多額横領事件と、ずさんな資金管理をしていた組織の問題に過ぎない事件だとみられていた。しかし、1986年2月になって事件は思わぬ方向へと進みだした。2月13日、「設備共同廃棄事業」をめぐる融資詐欺事件で撚糸工連理事長、前専務理事、石川県撚糸工業組合事務局長、同県で仮より糸加工斡旋業者ら4人が逮捕され、撚糸工連元課長が再逮捕された。同日、東京地検特捜部は東京の日本撚糸工業組合連合会の事務局をはじめ、撚糸工連理事長の経営する会社など全国20か所を大阪地検特捜部、金沢、神戸の4地検合同という異例の大布陣で一斉に家宅捜索した。
撚糸工連は、慢性的な構造不況を打開するために過剰な設備を買上げ、業者の転廃業を推し進める国の中小企業政策の一環として行われていた「設備共同廃棄事業」の買上げ資金として、中小企業事業団の低金利融資を受けていた。この買上げ政策の対象は登録された撚糸機械に限られていたが、登録の権利と機械本体は別々に取引されていた。撚糸工連理事長らはここに目をつけ、捨て値同然で取引されていた無登録の機械を買い集め、無関係な登録番号を付した書類を作成し、昭和57年度の中小企業事業団の融資金を詐取することを計画実行した。まず仮より糸の賃加工あっせん業者が買い集めてきた無登録の機械や、中国に輸出される機械合計13台に1975年当時の無関係な登録番号をつけた書類を作成。1982年に金沢市内の土建業者を取引業者に仕立て、融資受付窓口の商工組合中央金庫を通じてこの偽造書類を中小企業事業団に提出。翌1983年1月に融資金4億2000万円を詐取した。

### 通産省職員逮捕へ
撚糸工連常務理事は、元課長の横領が明るみに出たため、通産省立地公害局工業再配置課課長らへの飲食代支払いの事実が発覚するのをおそれ、同課長を饗応していた六本木の飲食店経営者に売掛帳などの帳簿改ざんを指示し、証拠隠滅をはかった。しかし特捜部は不明金の一部が通産省元課長や中小企業庁指導部組織課組合兼調整係長への飲食代の支払いや接待に使われていた事実をつきとめ、1986年3月26日、特捜部は贈収賄容疑で通産省元課長、中小企業庁元係長、撚糸工連常務理事らを逮捕。撚糸工連理事長、前専務理事も贈賄容疑で再々逮捕した。通産省元課長はいわゆるキャリア官僚で初代省エネルギー対策室長、同課長として省エネルギー政策に携わっていた経験があった。工業再配置課は立地公害局ナンバー2のポストともいわれ、将来の局長候補と目されていた。中小企業庁元係長は高校卒業後通産省に入省し、中小企業庁に転じたノンキャリア官僚だった。
通産省元課長は撚糸工連を監督する生活産業局原料紡績課長補佐時代在職中、
- 資金繰りに苦慮していた同工連に「中小企業振興事業団」の高度化資金融資を受けるよう助言
- 中小企業庁に根回しをし「設備共同廃棄事業」の計画作りの際同庁から同工連に指導をさせるようにした
- 「仮より機」を設備共同廃棄事業の対象に含めるよう通産省規則をはじめとする諸規定の改正に努めた

などの便宜をはかった見返りとして、1982年7月から1985年8月までの間、75回にわたり合計約350万円（時効が3年のため逮捕事実は265万円相当。裁判では244万円相当が認定）相当の飲食代を同工連に支払わせていた。
中小企業庁元係長は1983年4月から1985年5月までの間、以下の見返りとして22回にわたり計104万円相当の接待を受けていた。
- 1982年度、1983年度の共同廃棄事業案作成に関して指導助言
- 設備買上げ価格を従来の残存簿価をもとに算定する方式から改造簿価方式に変更したことに関与

### 迷走する横手裁判
稲村、横手両代議士とも、当初、撚糸工連元役員らからの金銭の授受について否定する発言をしていた。稲村については後にその主張を撤回し、1審判決が確定した。しかし、横手は受託収賄の嫌疑、ならびに金銭の授受そのものを否定し続け、1審で有罪、控訴審で逆転無罪、最高裁で破棄差戻、差戻審で有罪、再び最高裁に上告し上告棄却の決定を受け有罪が確定するに至る。
横手裁判がここまで迷走したのは、「現金授受の事実認定」という受託収賄容疑の根幹に関わる事実認定をめぐってそれを裏付ける物的証拠がないなかで撚糸工連の元役員両人の証言について信憑性をどう認定するかで判断が分かれたためだった。賄賂とされる現金は撚糸工連の使途不明金の中から捻出され、現金の受け渡しも手渡しだったため物的な証拠そのものが存在せず、「繊維族」だったとされる横手元代議士の国会質問等の間接的な証拠を除けば、「撚糸工連理事長、前専務理事証言の信憑性」如何によって判決の帰趨が決まるきわめて不安定な裁判であった。
第1審東京地裁では両人の発言を証拠とし横手に有罪判決を下した。
有罪判決を受け横手は東京地裁の前で報道陣に対し顔をしわくちゃにしながら無実であることを訴え、控訴した。
そして第2審東京高裁は横手らの国会質問などの間接証拠をそれほど重視せず、撚糸工連元役員両人の発言の信憑性を正面から判断し、以下の理由で逆転無罪とした。
- 撚糸工連理事長、前専務理事両人は既に公訴時効が成立していたことから、他の容疑について軽い処分、あわよくば執行猶予を受けたいがため、自己に有利になるよう謀り、検事の取調べに迎合した可能性が否定できない。
- 1回目の現金授受（1982年8月5日）について、人目につきやすいホテルの飲食店を現金受け渡し場所に選んだのは不自然。
- 2回目の現金授受（1982年8月10日）について、議員会館の部屋は急死した秘書の弔問客でごった返しており、賄賂を受け取れる状況ではなかった。

そして検察側の上告を受けて、最高裁は「撚糸工連理事長、前専務理事両人が検事の取調べに迎合していた可能性」という事実認定は根拠が乏しく誤りがあると指摘、撚糸工連側が「仮より機共同廃棄事業」の早期実施を迫られていたこと等の贈賄の背景となっている事実や、横手の国会質問等の間接証拠と撚糸工連理事長、前専務理事両人の供述証拠を総合的に判断した第1審と同じ手法で両人の証言に信憑性があると判断し、両人の証言について再度審理するよう破棄差戻判決を下した。最高裁が証言につき信憑性を認めたことで事実上横手の受託収賄容疑の証拠は基礎付けられることとなった。

## 事件の影響
1986年の衆参同日選挙において横手代議士が所属していた 民社党は大内啓伍書記長が落選するなど大敗を喫した。民社党は敗因について、同じ保守政党である自民党による支持基盤の切り崩しや、選挙前年の人事をめぐる党内抗争により組織の引き締めが不十分であったことを直接的な原因であると分析していたものの、塚本委員長自身が間接的であると断りつつも撚糸工連事件に対する有権者の不信が選挙結果に影響したと語った。大内書記長落選についても横手代議士をかばって再三記者会見したのが響いたとの報道もあった。